# Semántica Topológica
La Semántica Topológica es un método morfodinámico, que trata de dar cuenta de la aporía que se presenta al tratar de conectar cerebro y lenguaje: Así la fórmula el neurobiólogo Francisco Mora:

¿Qué hizo que pudiéramos pasar de nombrar y detallar cada árbol, cada león, cada cebra, cada matojo de hierba, cada estado del cielo hasta llegar a decir simplemente «que un león mató a la cebra en la pradera al atardecer» y entenderlo?
Francisco Mora, El reloj de la sabiduría.

## Descripción
La Semántica Topológica no funciona simplemente como un descriptor de la lengua investigada (el inglés, el francés, el castellano…), a la que considera como un puro fenómeno, sino que es compatible con el estado real del mundo y, por consiguiente, con las ciencias naturales. Por eso René Thom y Jean Petitot han hablado de una Semiofísica.  La Semántica Topológica se beneficia de los avances de las neurociencias y se pregunta si el lenguaje es consecuencia de nuestra estructura neuronal. La cuestión: ¿por qué se puede plantear el lenguaje como una estructura vinculada al cerebro?, se responde a partir de la estructura misma del cerebro. En el cerebro humano hay dos áreas, que se conocen desde hace tiempo, y que se ocupan de manera diferenciada de los fenómenos semánticos, correspondiente al área llamada de Wernicke, en honor a Karl Wernicke (1848-1905), por un lado, y de los fenómenos sintácticos, correspondiente al área llamada de Broca, en honor de Paul Broca (1814-1880), por otro, ambas en el hemisferio izquierdo. En el derecho se procesa la prosodia (emocional) casi en su totalidad. A partir de las investigaciones de Wilder Penfield (1891-1976) que cartografió las áreas del cerebro, para evitar en sus intervenciones quirúrgicas a epilépticos destruir zonas sanas, ha permitido asociar una serie de comportamientos lingüísticos a determinadas regiones del cerebro.  Así los nombres y los verbos, que son categorías morfodinámicas de la Semántica Topológica, están asociados a estructuras neuronales que se agrupan en regiones cerebrales diferentes. Por ejemplo, los afásicos de Broca , con lesiones en el sector perisilviano comportan la eliminación de conjunciones y pronombres, deterioro de la sintaxis, aunque los enfermos siguen usando con precisión los sustantivos, etc. Los afásicos de Wernicke, aunque puedan expresar palabras, sin embargo, no pueden comprender el lenguaje o elaborar un lenguaje con sentido. Se produce aquí pues la materialización de la aporía de partida: ¿Cómo explicar que los procesos semánticos (continuos) se presenten mediante elementos sintácticos (discontinuos)? Es significativo que la semántica, o significado de las palabras, quede asociada a los lóbulos parietales y temporales y la sintaxis o gramática a los prefrontales. Parece, pues, que la semántica está asociada a los procesos perceptuales (auditivos, visuales...), y la sintaxis sea justamente la parte específica desarrollada por los homínidos, y de manera especial, homo sapiens.
En consecuencia, el modelo de la semántica topológica no reduce el lenguaje a la función comunicativa o dimensión pragmática con el objetivo de garantizar la cohesión social y, secundariamente, a expresar informaciones cognitivas, sino que muestra cómo el lenguaje tiene que ver más bien con la modelización del espacio ambiente, del umwelt  (J. von Uexküll). Así lo demuestra la teoría de las escenas de Charles J. Fillmore: hay una conexión morfosintáctica entre la realidad local que nos envuelve y el lenguaje con el que se categoriza. La imagen categorial es resultado de seleccionar ciertas entidades representativas (centro o prototipo) alrededor de las cuales se establece una periferia de entidades cuya correspondencia es sólo parcial; así, la estructura de casos, las características formales del lenguaje: agente, paciente, instrumento u objeto, etc. 

## Postulados
La Semántica Topológica se puede definir mediante tres postulados: Uno dinámico, otro estructural y otro topológico:
Postulado 1, dinámicoLas formas significantes están implícitas en el mundo: ni pertenecen al alma, ni al ego (ni a ninguna otra sustancia), ni son meras representaciones impresas en una mente pasiva. Las formas significantes están constreñidas por las grandes pregnancias biológicas (sexualidad, hambre, miedo...), amplificadas por estructuras familiares, sociales, culturales...
Corolario 1. Se interesa por la inteligibilidad de los procesos morfodinámicos (René Thom).
Corolario 2. El verbo es el núcleo intrínseco de la significación (Johann G. Fichte) y organiza la estructura sintáctica según relaciones actanciales. Los verbos por los que se interesa la Semántica Topológica no son los auxiliares (haber, soler...), sino los verbos que refieren acciones y situaciones del mundo y que se correlacionan con las singularidades topológicas (Fernando Miguel Pérez Herranz).
Postulado 2, estructuralLas lenguas son «herramientas» que se despliegan por medio de materiales fónicos y se acompaña de modulaciones prosódicas.
Corolario 1: La semántica es anterior no sólo a la ciencia, sino a la misma ontología (Jean Piaget ha mostrado, por ejemplo, cómo el desarrollo cognitivo del niño pasa por un estadio en el que la representación de los objetos es más semántico que geométrico).
Corolario 2: Han de existir «universales semánticos» para compartir la información con otros organismos dotados de sistema nervioso (Chomsky).
Postulado 3 topológicoEl momento de la esquematización lingüística es subyacente a la semántica de los verbos (Jean Petitot).
Corolario 1. Los esquemas hacen posible la categorización semántica
Corolario 2. Las esquemas limitan las posibilidades, en principio infinitas, de significación (teorema de limitación de Thom-Petitot).
¿Pertenecen las categorías a la realidad o a la lengua (por ejemplo, a la lengua indoeuropea griega, de donde las deduce Aristóteles, según la tesis clásica de Benveniste)? La Semántica Topológica defiende que la categorización es semiofísica  y operatoria a la vez y considera que los verbos de la Semántica Topológica son resultado de las grandes pregnancias aparecidas a lo largo de la evolución, junto a la capacidad específica de los homínidos de uso y manipulación de herramientas en el espacio local que envuelve a los sujetos (Thom).

## Investigaciones neurofisiológicas
La Semántica Topológica se apoya en múltiples investigaciones neurofisiológicas, de las que se pueden destacar: 
- La percepción y los sistemas dinámicos complejos (W. Freeman, “Fisiología de la percepción”, Investigación y ciencia, 1991, n.º 175, págs. 30-38);
- Las neuronas especulares: acción y lenguaje (G. Rizzolatti y otros, “Object representation in the ventral premotor cortex (area F5) of the monkey”, Journal of Neurophysiology, n.º 78, 1997, págs. 2226-2230;
- Las estructuras limitadoras termodinámicas (Edelman, G.  & Tononi, G. (2002), El universo de la conciencia, Crítica, Barcelona).